# Phương Chính
Phương Chính (方正县) là một là một huyện thuộc địa cấp thị Cáp Nhĩ Tân, tỉnh Hắc Long Giang, Cộng hòa Nhân dân Trung Hoa. Huyện này có diện tích 2993 km2, dân số 230.000 người, mã số bưu chính 150800. Trụ sở chính quyền huyện này ở trấn Phương Chính. Huyện Phương Chính được chia ra thành 3 trấn (Phương Chính, Đại La, Hội Phát), 5 hương (Bảo Hưng, Đức Thiện, Thiên Môn, Y Hán, Tùng Nam) và 1 cục lâm nghiệp (cục nông nghiệp Phương Chính).